# Партнери по злочину (телесеріал Великої Британії)
«Партнери по злочину» (англ. Partners in Crime) — британський драматичний мінісеріал, який вийшов на каналі BBC One у 2015 році.
Мінісеріал є екранізацією творів Агати Крісті «Таємничий супротивник» та «Н чи М?» та складається з 6 серій, по три на кожен твір.

## У ролях
- Девід Велліямс (англ. David Walliams) — Томмі
- Джессіка Рейн (англ. Jessica Raine) — Таппенс

## Виробництво
«Партнери по злочину» був замовлений Беном Стівенсоном і Шарлоттою Мур для BBC з нагоди 125-річчя від дня народження Агати Крісті. Адаптація була знята Endor Productions спільно з Acorn Productions.